# Wertpapierbereinigung
Wertpapierbereinigung bezeichnet den Vorgang einer Kraftloserklärung von Wertpapieren, die auf eine alte Währung bezogen sind. Sie werden ersetzt durch Wertpapiere, die auf eine neue Währung lauten.

## Geschichte

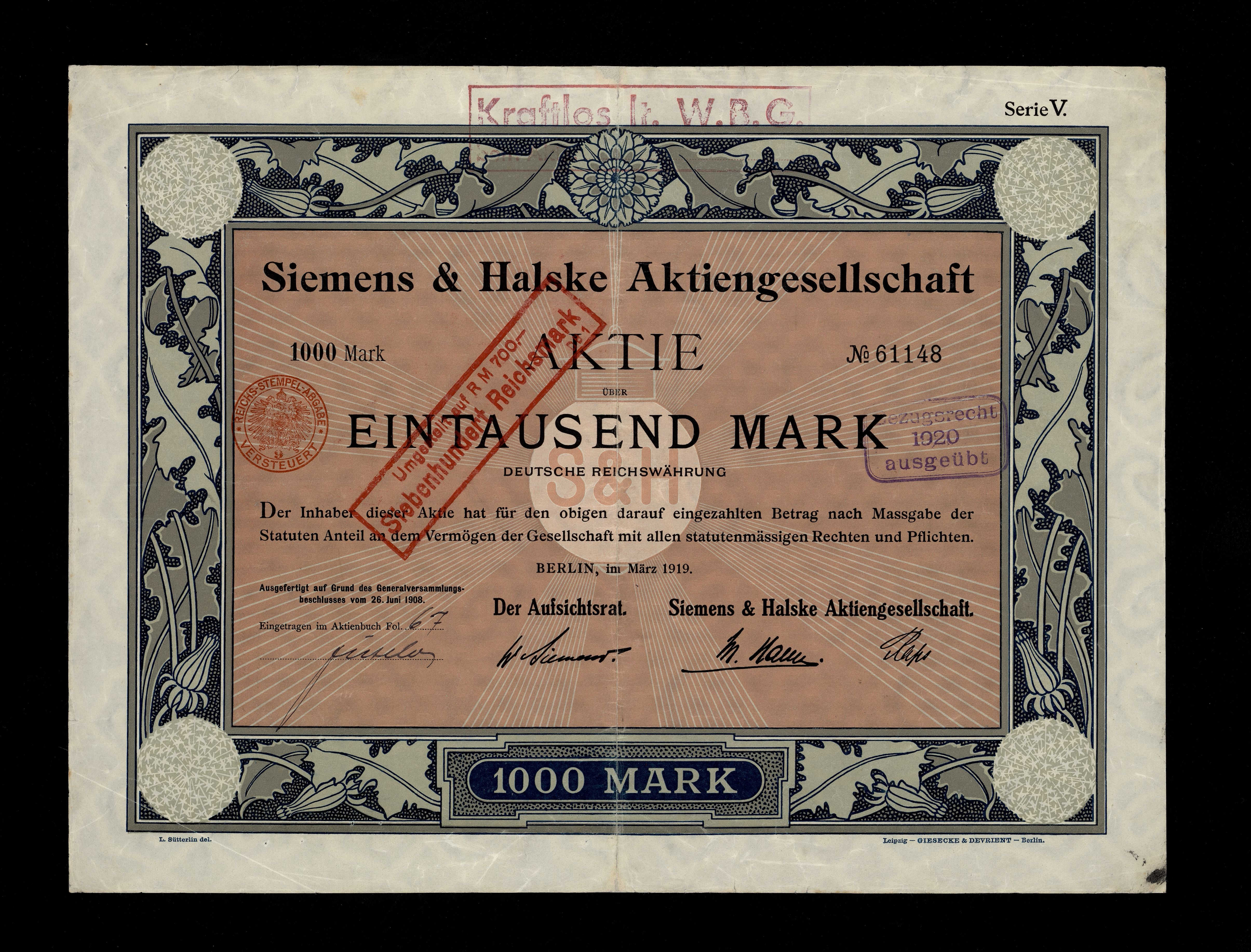
Aktie über 1000 Mark der Siemens & Halske AG vom März 1919, die nach dem Wertpapierbereinigungsgesetz als kraftlos erklärt wurde (Stempel am oberen Rand).

Wertpapierbereinigungen gab es wegen der deutschen Hyperinflation 1923 (siehe auch Deutsche Inflation 1914 bis 1923) z. B. für Schuldverschreibungen sowie Anleihen der Länder, Städte oder Gemeinden in deutscher Reichsmark, die nach dem Anleiheablösegesetz von 1925 umgetauscht wurden.
In Deutschland bezieht sich die Wertpapierbereinigung insbesondere auf die Neuordnung der auf Reichsmark oder Goldmark lautenden inländischen Wertpapiere, die 1945 nach dem Ende des Zweiten Weltkriegs  in der Reichsbank in Ostberlin lagerten. Für in Westdeutschland ansässige Unternehmen wurden nach dem Wertpapierbereinigungsgesetz vom 1. Oktober 1949 alle Wertpapiere für kraftlos erklärt und über die Gesamtsumme neue Sammelurkunden bei den Wertpapiersammelbanken hinterlegt. Die nachweisbar Berechtigten erhielten neue Papiere, die bei Aktien 1:1 umgestellt wurden. Nach Abschluss der Wertpapierbereinigung zum 31. Dezember 1964 konnten keine Ansprüche mehr geltend gemacht werden.
Infolge der Deutschen Wiedervereinigung im Jahr 1990 wurden durch das Entschädigungs- und Ausgleichsgesetz von 1994 die sich in der ehemaligen DDR befindlichen Wertpapiere für kraftlos erklärt. Eigentümer konnten daraufhin keine Rechte mehr aus den Wertpapieren herleiten, aber sie erwarben einen Herausgabeanspruch. Anträge auf Herausgabe der Urkunden konnten bis zum 31. Mai 1995 beim Bundesamt zur Regelung offener Vermögensfragen (BARoV) gestellt werden.